# La Lande-Saint-Siméon
La Lande-Saint-Siméon település Franciaországban, Orne megyében. Lakosainak száma 163 fő (2022. január 1.). La Lande-Saint-Siméon Ménil-Hubert-sur-Orne, Cahan, Sainte-Honorine-la-Chardonne és Athis-Val de Rouvre községekkel határos.

## Népesség
A település népességének változása:
| Lakosok száma | 143  | 144  | 149  | 151  | 155  | 158  | 159  | 161  | 163  |
|               | 2013 | 2015 | 2016 | 2017 | 2018 | 2019 | 2020 | 2021 | 2022 |